# Nacaduba continentalis
Nacaduba continentalis är en fjärilsart som beskrevs av Hans Fruhstorfer 1916. Nacaduba continentalis ingår i släktet Nacaduba och familjen juvelvingar. Inga underarter finns listade i Catalogue of Life.